# Ermenfryd
Ermenfryd, Irmenfryd, Irmfryd – imię męskie pochodzenia germańskiego, składające się z członów: Ermen–, od germ. ermana ("wielki, wszechogarniający" — imię półboga germańskiego) oraz -frid // -frit — "pokój". 
Żeński odpowiednik: Ermenfryda.
Ermenfryd i osoby noszące to imię w pozostałych wariantach imieniny obchodzą 25 września, jako wspomnienie św. Ermenfryda, opata z Cusance.
Znane osoby noszące to imię:
- Ermenfryd, stryj św. Radegundy z Turyngii
- Irmfried Eberl – pierwszy komendant obozu zagłady Treblinka